# Prosper Kontiebo
Prosper Kontiebo MI (Boassa, 25 de setembro de 1960) é um clérigo religioso burkinabe e bispo católico romano de Tenkodogo.
Prosper Kontiebo ingressou na ordem religiosa camiliana em 8 de setembro de 1984, fez a profissão em 8 de setembro de 1988, foi ordenado diácono em 25 de junho de 1989 e ordenado sacerdote em 7 de julho de 1990.
Papa Bento XVI nomeou-o em 11 de fevereiro de 2012 como primeiro bispo da diocese de Tenkodogo, instituída na mesma data. Foi ordenado bispo pelo Arcebispo de Koupéla, Séraphin François Rouamba, em 2 de junho do mesmo ano; Os co-consagradores foram Philippe Ouédraogo, Arcebispo de Ouagadougou, e Thomas Kaboré, Bispo de Kaya.